# كيري رودس
كيري رودس (بالإنجليزية: Kerry Rhodes)‏ هو لاعب كرة قدم أمريكية أمريكي، ولد في 2 أغسطس 1982 في برمنغهام في الولايات المتحدة.

## وصلات خارجية
- كيري رودس على موقع مرجع كرة القدم المحترفة.كوم (الإنجليزية)
- كيري رودس على موقع كلية كرة القدم في سبورتس رفرنس.كوم (الإنجليزية)
- كيري رودس على موقع IMDb (الإنجليزية)
- كيري رودس على موقع قاعدة بيانات الفيلم (الإنجليزية)